# Y tế Singapore
Hệ thống y tế Singapore chịu sự quản lý của Bộ Y tế Singapore. Nói chung Singapore có một hệ thống y tế trải rộng và hiệu quả. Y tế Singapore được xếp hạng 6 trong số các hệ thống y tế của các nước trên thế giới (theo khảo sát năm 2000). Năm 2014, Hãng tin Bloomberg đánh giá nền y tế Singapore đứng thứ 1 thế giới về tính hiệu quả.

## Tổng quan

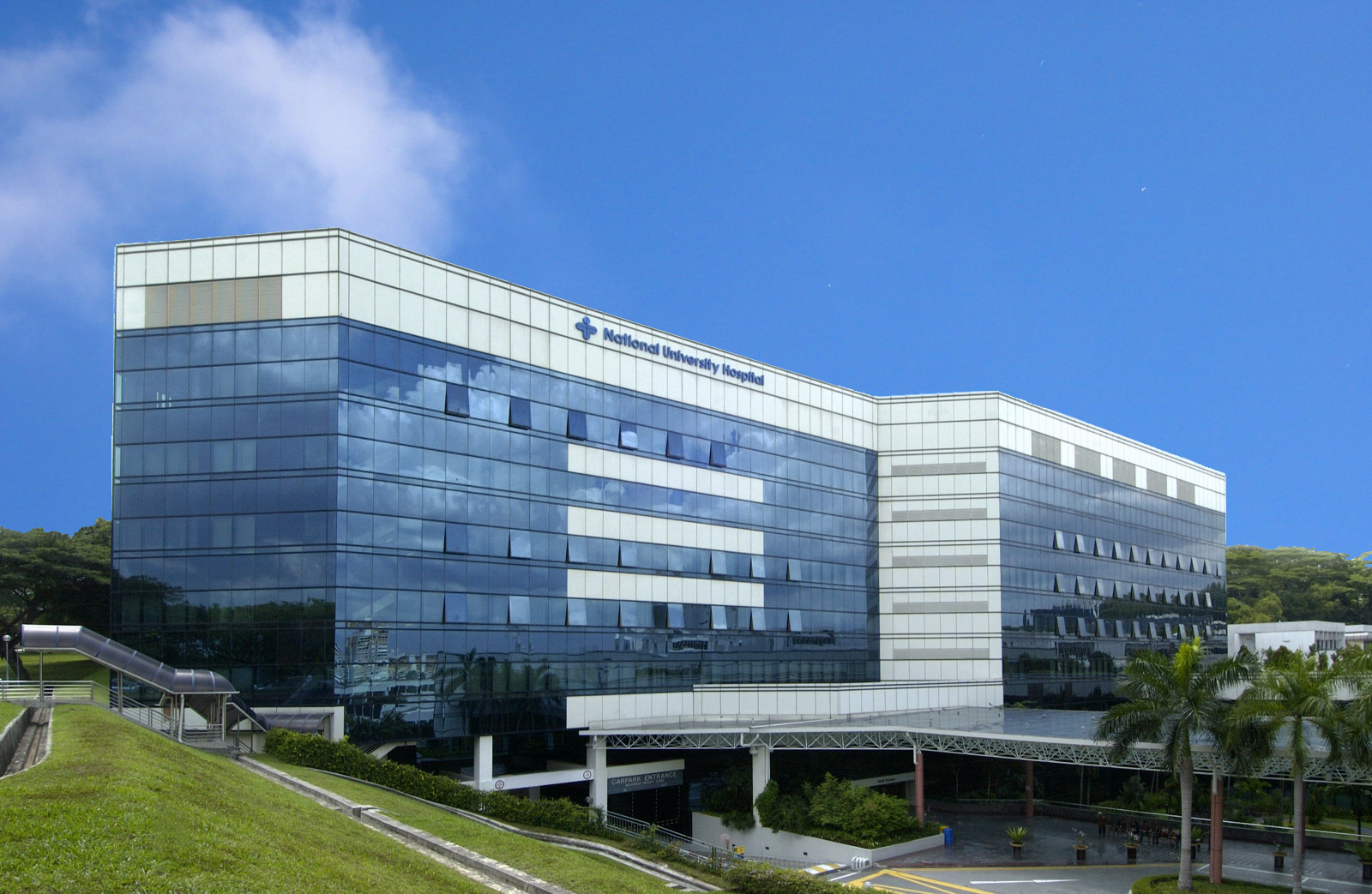
Bệnh viện Đại học Quốc gia Singapore - NUH.

Chính phủ Singapore đảm bảo một hệ thống chăm sóc sức khỏe phổ thông trong đó họ đảm bảo khả năng chi trả cho các dịch vụ y tế của người dân, chủ yếu là thông qua các khoản tiết kiệm bắt buộc, trợ cấp và kiểm soát giá. Singapore kết hợp các khoản tiết kiệm từ việc khấu trừ tiền lương của người dân để trợ cấp cho chương trình bảo hiểm y tế quốc gia có tên là Medisave. Trong Medisave, mỗi công dân sẽ tích góp một nguồn quỹ cá nhân, mỗi quỹ như vậy có thể được sử dụng cho toàn bộ các thành viên trong đại gia đình. Đa số các công dân Singapore đều có các khoản tiết kiệm lớn trong mô hình này. Một trong ba mức trợ cấp sẽ được bệnh nhân chọn khi họ có vấn đề về sức khỏe.
Một nguyên tắc chủ chốt của hệ thống chăm sóc sức khỏe quốc gia là không có dịch vụ y tế nào là miễn phí, bất kể mức trợ cấp nào, ngay cả trong các cơ sở y tế nhà nước. Nguyên tắc này nhằm làm giảm sự chi tiêu quá mức không cần thiết cho các dịch vụ y tế, điều thường thấy ở những nước có các dịch vụ y tế được miễn phí hoàn toàn thông qua bảo hiểm y tế. Mức phí tự chi trả dao động nhiều theo loại dịch vụ y tế và mức trợ cấp. Ở mức trợ cấp cao nhất, mặc dù phần tự chi trả của người dân thấp, tổng chi trả vẫn có thể cộng dồn lại thành một con số lớn cho bệnh nhân và thân nhân người bệnh. Ở mức trợ cấp thấp nhất, phần hỗ trợ dường như bằng không, ngay cả trong các bệnh viện công bệnh nhân vẫn bị tính phí giống như bệnh nhân không có bảo hiểm.
Hệ thống y tế tư nhân phát triển mạnh giúp cung cấp dịch vụ y tế cho các bệnh nhân có bảo hiểm mua của tư nhân, bệnh nhân nước ngoài, hoặc những ai có khả năng tự chi trả cho các dịch vụ có giá cao hơn nhiều so với các dịch vụ được hỗ trợ của bảo hiểm y tế nhà nước.

## Thống kê
Khoảng 70-80% người dân Singapore sử dụng các dịch vụ y tế trong hệ thống của nhà nước. Tổng chi tiêu của chính phủ đối với y tế công cộng chiếm chỉ 1,6% GDP, tức khoảng 1.104 đô-la Mỹ trên mỗi đầu người, một phần là do chi tiêu của chính phủ cho hệ thống y tế tư nhân là rất thấp.
Theo Tổ chức Y tế thế giới, trẻ sơ sinh Singapore có tỷ lệ tử vong thấp nhất trên thế giới (bằng với Iceland) và kỳ vọng tuổi thọ thuộc hàng những quốc gia cao nhất thế giới.

## Y tế Singapore ngày nay
Theo một phân tích của hãng tư vấn toàn cầu Towers Watson, Singapore có hệ thống y tế thành công nhất trên thế giới, tính trên cả hiệu quả sử dụng tài chính và kết quả sức khỏe người dân. Chính phủ định kỳ điều chỉnh các chính sách về "nguồn cung cấp và giá thành dịch vụ y tế trong cả nước" trong một nỗ lực kiểm soát giá cả. Tuy nhiên, trong hầu hết các lĩnh vực của y tế tư nhân, chính phủ không trực tiếp quy định giá. Giá chủ yếu được quyết định bởi thị trường và dao động nhiều trong y tế tư nhân, phụ thuộc vào chuyên ngành y tế và loại hình dịch vụ được cung cấp.
Các đặc tính của hệ thống y tế Singapore là độc nhất và được cho là "rất khó lặp lại ở các nước khác". Nhiều người dân Singapore còn có thêm bảo hiểm y tế tư nhân (thường được mua bởi công ty nơi họ làm việc) bảo hiểm này chi trả cho các khoảng không thuộc trợ cấp của bảo hiểm nhà nước.
Bệnh nhân được tự do lựa chọn cơ sở khám chữa bệnh nhà nước hoặc tư nhân và nếu không phải là cấp cứu, bệnh nhân có thể đến khám tại bất kỳ phòng khám tư nhân hoặc nhà nước nào. Đối với cấp cứu, bệnh nhân có thể đến ngay khoa tai nạn và cấp cứu (mở cửa 24/7) tại các bệnh viện nhà nước.
Năm 2012, Singapore có tổng cộng 10.225 bác sĩ. Trung bình cứ 520 người dân thì có 1 bác sĩ. Tỷ lệ y tá (bao gồm hộ sinh) trong dân số là 1:150, với tổng cộng 34.507 người. Có 1.645 nha sĩ, tỉ lệ trong dân số là 1 nha sĩ cho 3.230 dân.

## Các bệnh viện ở Singapore

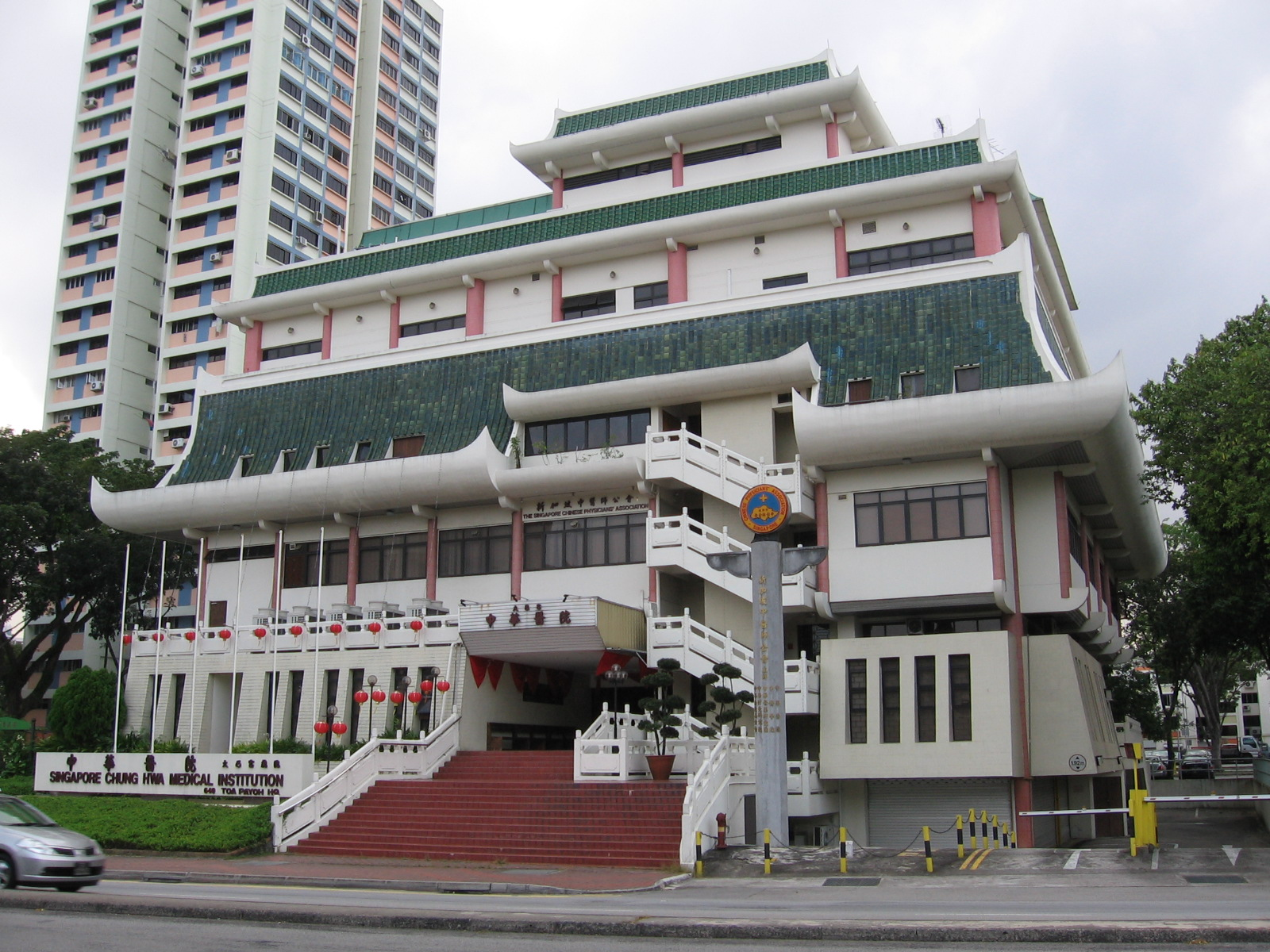
Bệnh viện Chung Hwa

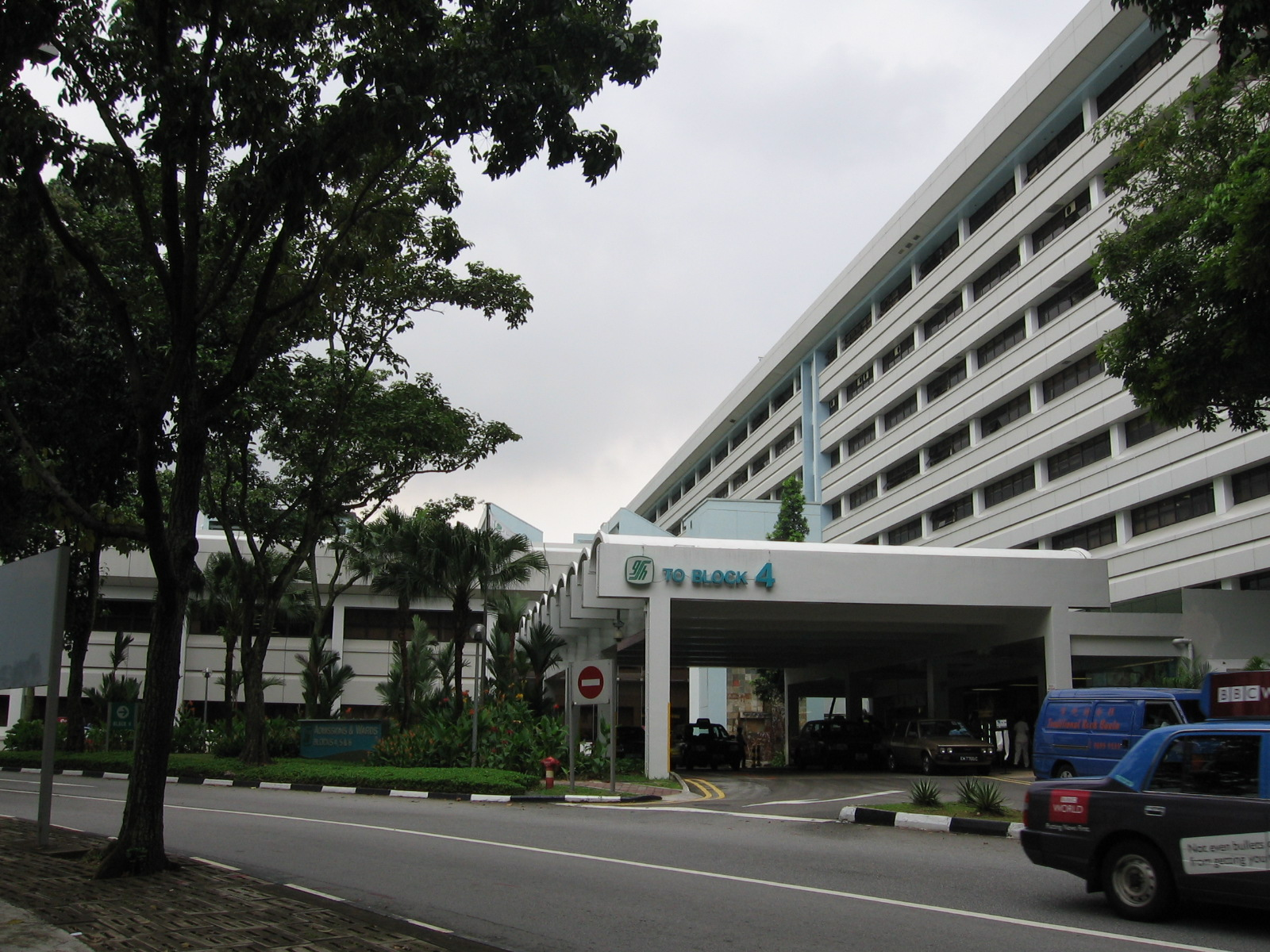
Bệnh viện Đa khoa Singapore.

Năm 2012, có tổng cộng 10.756 giường bệnh ở 25 bệnh viện và trung tâm chuyên khoa ở Singapore. Tám bệnh viện công gồm có 6 bệnh viện đa khoa, một bệnh viện phụ nữ và trẻ em và một bệnh viện tâm thần.
Bệnh viện Đa khoa Singapore (Singapore General Hospital) là bệnh viện lớn nhất và lâu đời nhất ở Singapore. Bệnh viện này được khởi công xây dựng năm 1821.
Bệnh viện Tan Tock Seng là bệnh viện lớn thứ nhì nhưng khoa tai nạn và cấp cứu ở đây là đông nhất trong cả nước vì vị trí trung tâm về mặc địa lý của bệnh viện. Được thành lập năm 1844 bởi doanh nhân và nhà hảo tâm Tan Tock Seng, bệnh viện được biết đến trên toàn thế giới sau khi trở thành trung tâm duy nhất điều trị bệnh SARS ở Singapore khi dịch bệnh này phát tán trong năm 2003.

### Lĩnh vực sức khỏe tâm thần
Bệnh viện tâm thần duy nhất ở Singapore là Viện Sức khỏe Tâm thần (Institute of Mental Health), trước đây có tên là Woodbridge Hospital do nó nằm gần một cây cầu gỗ ở Yio Chu Kang. Ngày nay bệnh viện đặt tại Huogang.

### Tái cơ cấu trong thập niên 1990
Trong thập niên 1990, tất cả các bệnh viện công được tái cơ cấu, thay đổi từ mô hình bệnh viện nhà nước thường thấy ở các nước khác sang một mô hình tập đoàn nhà nước mới.
Có sáu tổ chức y tế vận hành các bệnh viện và trung tâm chuyên khoa nhà nước đã được tái cơ cấu này:
- Alexandra Health
- Eastern Health Alliance
- Jurong Health Services
- National Healthcare Group
- National University Health System
- SingHealth

## Y tế cho lao động người nước ngoài và du khách
Các cá nhân đang lao động ở Singapore mà không được xếp vào dạng thường trú không được nhận trợ cấp y tế, mặc dù phải đóng thuế bằng hoặc hơn công dân Singapore. Họ có thể sử dụng các dịch vụ y tế từ các phòng khám đa khoa, tuy nhiên chất lượng có thể dao động nhiều. Thường sẽ tốt hơn nếu nhận được lời khuyên từ người dân địa phương về các nơi khám bệnh tốt. Đối với khối nội trú, các bệnh viện đã được tái cơ cấu của nhà nước cung cấp các dịch vụ khá tốt, nhưng mắc tiền và thường bệnh nhân phải cung cấp thông tin thẻ tín dụng và phải đóng một khoảng tạm ứng rất lớn khi nhập viện. Các khoản chi phí này thường vượt quá chi phí ở các bệnh viện tư, nhất là khi khám thai sản/ sinh con.
Nhiều nhân viên văn phòng người nước ngoài được các nhà tuyển dụng của họ cung cấp bảo hiểm y tế. Nếu không thì các tổ chức địa phương như NTUC cũng cung cấp nhiều loại hình bảo hiểm khác nhau, thường là đồng chi trả (NTUC là Hiệp hội Liên minh Thương mại Quốc gia - National Trades Union Congress, một tổ chức phi lợi nhuận). Loại bảo hiểm chính của NTUC có tên là iMedicare cho phép bệnh nhân đến các cơ sở chăm sóc y tế ban đầu và tuyến trên chỉ với passport và thẻ iMedicare mà không cần tiền mặt (hoặc với khoản tiền mặt rất thấp, khoảng 5 đô-la Mỹ).
Người dân Singapore thường mua nhiều loại bảo hiểm khác nhau như là bảo hiểm y tế, bảo hiểm thương tật vĩnh viễn, bảo hiểm nhân thọ.
Những khách ngắn hạn người nước ngoài ở Singapore được khuyên nên có khoản mục về y tế trong bảo hiểm du lịch của họ.